# Azeta signans
Azeta signans là một loài bướm đêm trong họ Erebidae.